# Josh Hathaway
Pour les articles homonymes, voir Hathaway.
Pas d'image ? Cliquez ici

a Compétitions nationales et continentales officielles uniquement.

b Matchs officiels uniquement.
Dernière mise à jour le 29 décembre 2024.
Josh Hathaway, né le 19 octobre 2003 à Aberystwyth (pays de Galles), est un joueur international gallois de rugby à XV jouant aux postes d'ailier ou d'arrière à Gloucester Rugby.

## Biographie
Josh Hataway est originaire d'Aberystwyth au pays de Galles et y commence le rugby à XV au Aberystwyth RFC. Il rejoint ensuite le centre de formation des Scarlets avant d'être recruté par Gloucester Rugby en 2022. Cette année, il obtient aussi une sélection avec l'équipe du pays de Galles des moins de 20 ans contre l'Italie pendant le Tournoi des Six Nations.
Il fait ses débuts professionnels en novembre 2022 contre les Bristol Bears en Coupe d'Angleterre.
En 2023, il change de nationalité sportive pour l'Angleterre, pays de sa grand-mère. Il est ensuite sélectionné avec la sélection de ce pays pour le Tournoi des Six Nations des moins de 20 ans 2023. Pour son premier match avec l'Angleterre, il marque un triplé en 15 minutes.
Pendant la saison 2023-2024, il participe à la finale de la Coupe d'Angleterre gagnée 23 à 13 contre les Leicester Tigers. Gloucester Rugby remporte alors son premier trophée depuis neuf ans. À la fin de cette saison, il marque un essai contre le Benetton Trévise qui qualifie son équipe en finale de la Challenge Cup, puis joue la finale perdue contre les Sharks.
Au mois de juin 2024, malgré son changement de nationalité sportive récent, il est appelé avec l'équipe sénior du pays de Galles pour la tournée d'été en Australie. Le mois d'après il obtient sa première sélection internationale contre l'Australie.